# جورج بینگ، سومین ویسکونت تورینگتون
جورج بینگ، سومین ویسکونت تورینگتون (انگلیسی: George Byng, 3rd Viscount Torrington; ۲۱ سپتامبر ۱۷۰۱ – ۷ آوریل ۱۷۵۰) فرمانده نظامی اهل پادشاهی بریتانیای کبیر بود.